# Bolbabria Cove
Die Bolbabria Cove (englisch; bulgarisch залив Болбабрия saliw Bolbabrija) ist eine 2 km breite und 1,85 km lange Bucht an der Westküste von Liège Island im Palmer-Archipel westlich der Antarktischen Halbinsel. Sie liegt nördlich des Disilitsa Point und südlich eines westlichen Ausläufers des Beaumont Hill. In ihr Kopfende mündet der Sbelsurd-Gletscher.
Britische Wissenschaftler kartierten sie 1978. Die bulgarische Kommission für Antarktische Geographische Namen benannte sie 2013 nach der thrakischen Siedlung Bolbabrija im Westen Bulgariens.